# Kula Vusio u Selcima
Kula Vusio u polju kod sela Selaca, predstavlja zaštićeno kulturno dobro.

## Opis dobra
U polju južno od Selaca je dvokatna kula plemićke obitelji Vusio (Vužić). Kvadratnog tlocrta građena je kamenim kvaderima u slojevima, a zbog obrambenih razloga nema otvora u prizemlju. Na zapadnom pročelju je ulaz na prvom katu i nad njim prozor s konzolama. Otvori na drugom katu su na južnoj i istočnoj strani, dok je sjeverna bez otvora i uz nju su prizidane dvije kamene prizemnice. Osamljenu kulu za obranu polja podigla je u 17. st. bolska obitelj Vusio od koje su potekli ugledni soprakomiti bračke galije.

## Zaštita
Pod oznakom Z-5162 zavedena je kao nepokretno kulturno dobro - pojedinačna, pravna statusa zaštićena kulturnog dobra, klasificirano kao "vojne i obrambene građevine".